# Discula destructiva
Discula destructiva es un hongo de la familia Valsaceae que causa antracnosis del cornejo, que afecta a las poblaciones de árboles de cornejo nativas de América del Norte.
Fue introducido a los Estados Unidos en 1978 y se propaga por todo el este de Estados Unidos y el noroeste del Pacífico. Sus orígenes son desconocidos. Por lo general ocurre en la primavera fría y húmeda y el clima de otoño. Uno puede evitar este hongo regando cerezos silvestres durante la sequía y con cuidados generales de control.
Especies afectadas: Cornus florida y Cornus nuttallii.